# Asciano
Asciano är en ort och kommun i provinsen Siena i regionen Toscana i Italien. Kommunen hade 7 038 invånare (2018).